# Janovice nad Úhlavou
Janovice nad Úhlavou là một thị trấn thuộc huyện Klatovy, vùng Plzeňský, Cộng hòa Séc.

## Tập ảnh

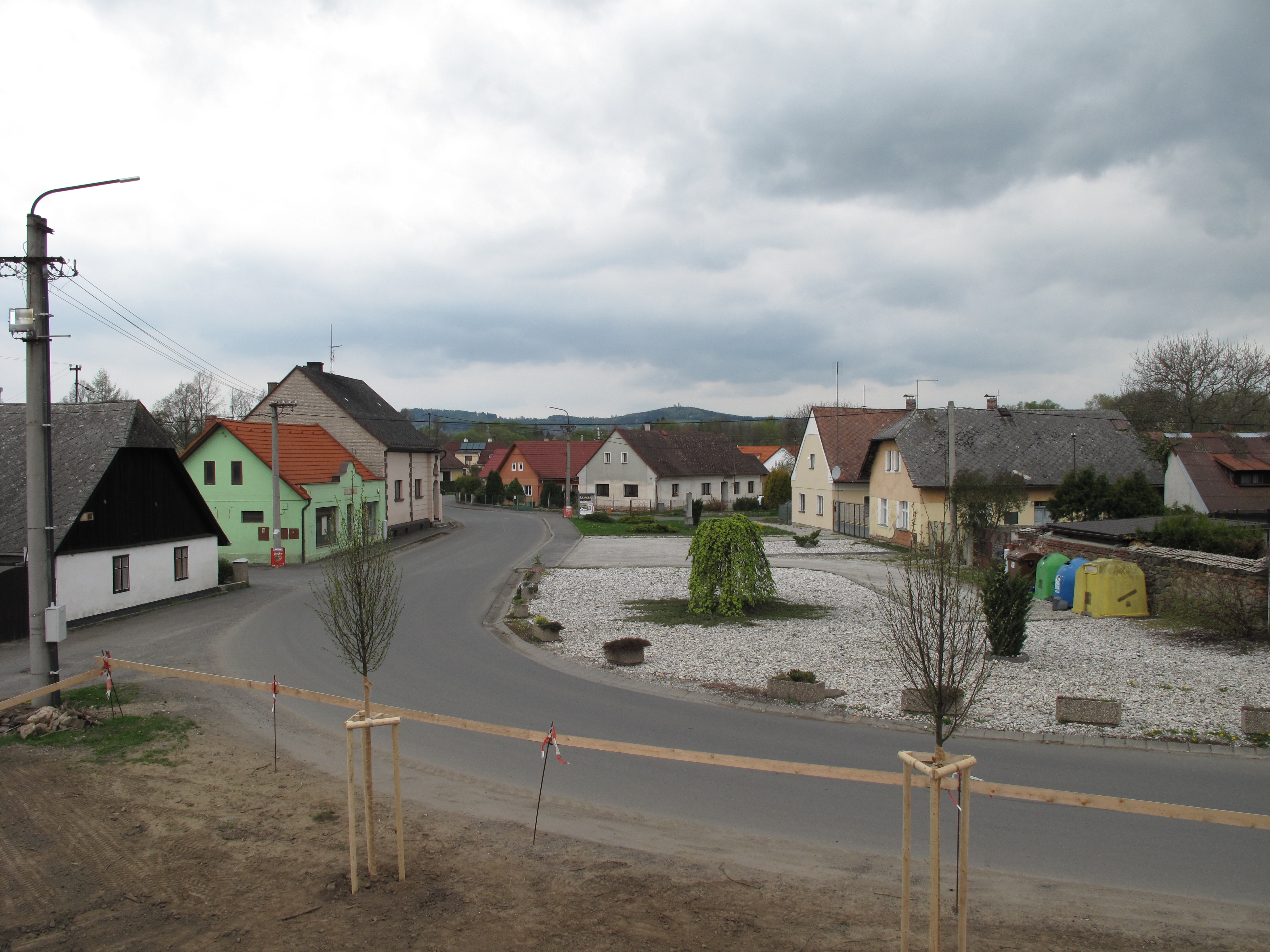
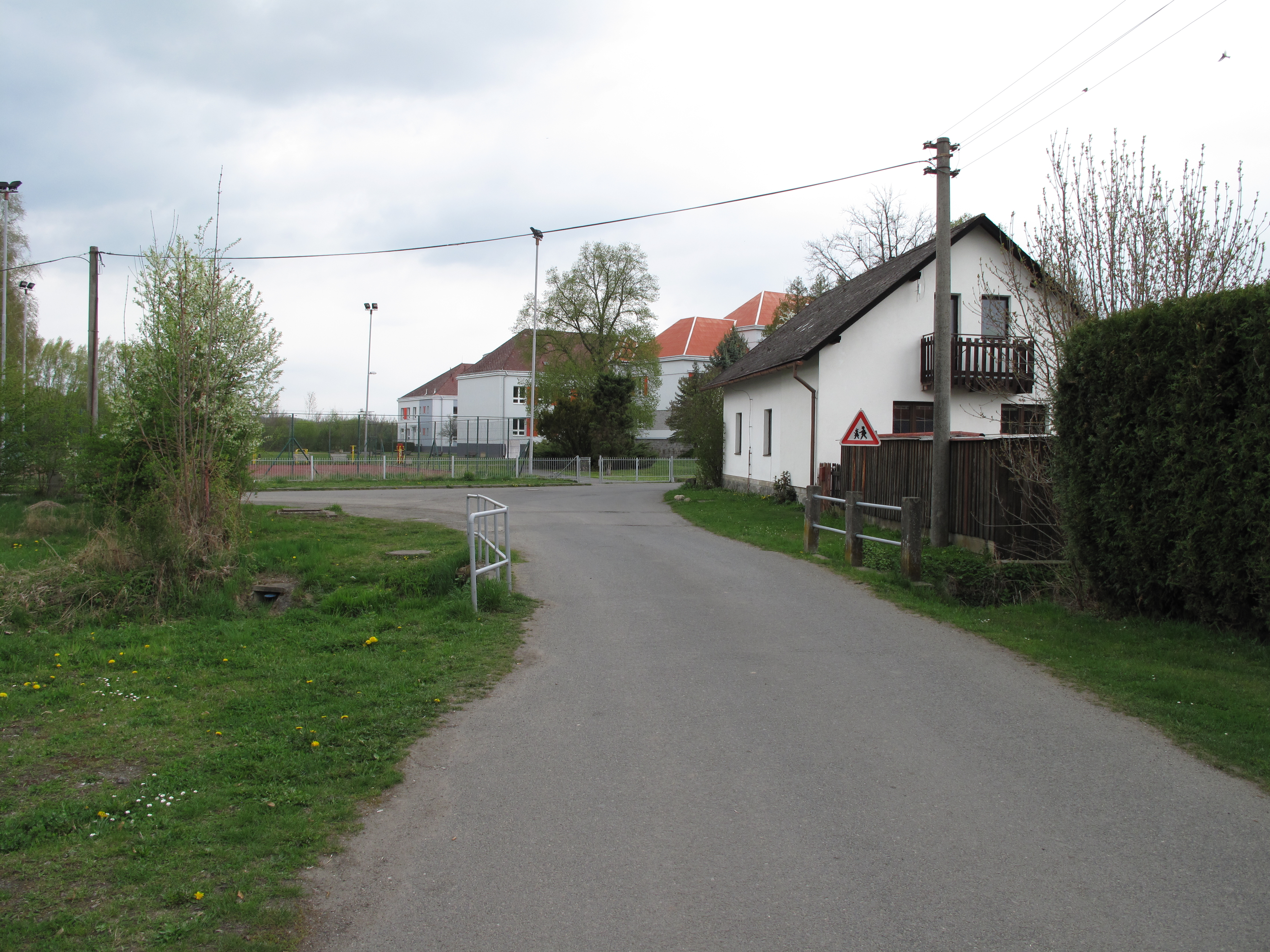
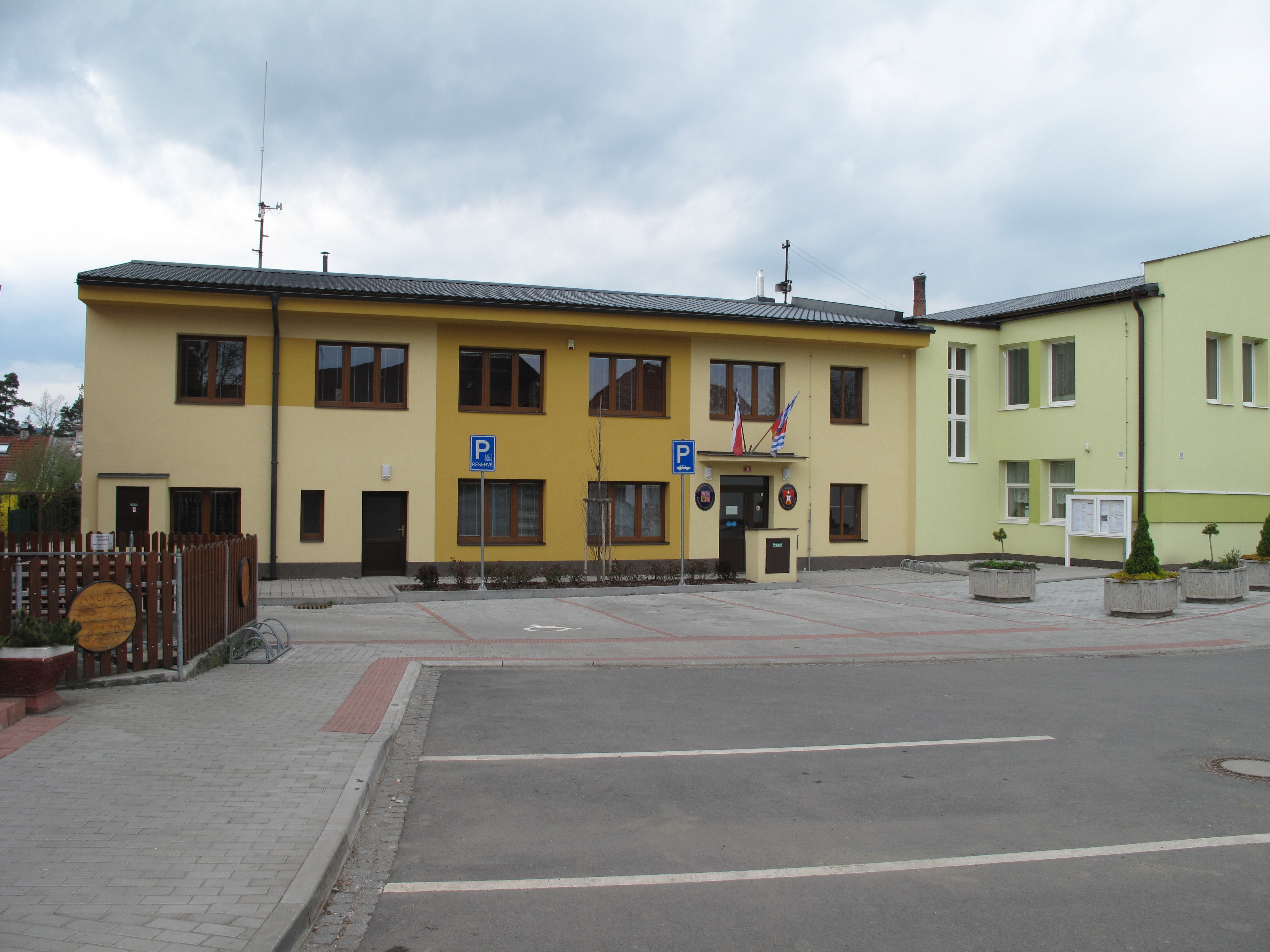